# Chlorococcales
Chlorococcales foi uma ordem de algas verdes, da classe Chlorophyceae. Os sistemas contemporâneos de classificação taxonômica não a reconhecem como válida.
A família-tipo Chlorococcaceae atualmente é classificada dentro da ordem Chlamydomonadales.
Convencionalmente, muitas espécies de algas verdes cocóides eram agrupadas em Chlorococcales. Entretanto, algas verdes cocóides atualmente são distribuídas entre diversas ordens dentro da divisão Chlorophyta, como Chlorophyceae, Trebouxiophyceae, Ulvophyceae (por ex. Chlorocystis) e Prasinophyceae, ou na divisão Charophyta (por ex. Chlorokybales e Desmidiales).
Espécimes individuais são por vezes encontrados no solo, mas a maioria ocorre em águas marinhas ou em água doce.